# Sofie Lachaert
Sofie Lachaert (Gent, 24 december 1958) is een Belgische juweelontwerpster en designer.

## Opleiding
Zij volbracht in 1982 de opleiding Hoger Kunstonderwijs aan de Koninklijke academie voor Schone Kunsten in Antwerpen. In 1985, behaalde ze haar diploma Juweelontwerp aan het Nationaal Hoger Instituut in Antwerpen.

## Loopbaan

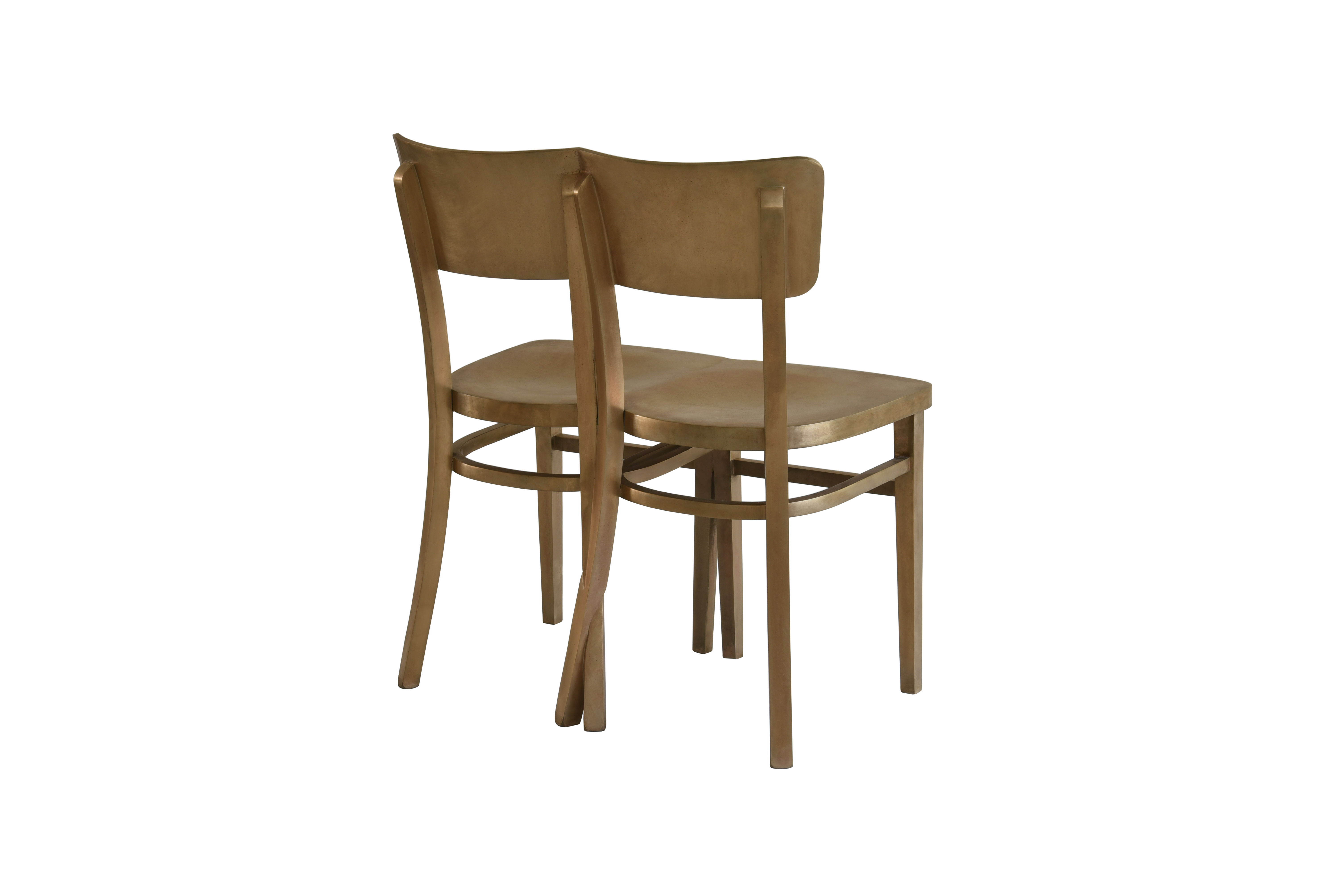
'Crossed Legs', een kunstwerk in brons, uit 2014

Gedurende haar loopbaan nam zij deel aan Lineart met kunstzinnige juwelen, aan tentoonstellingen in binnen- en buitenland en exposeerde in diverse galerijen en musea. In 1986 exposeerde ze in Design Museum Gent "Juweelkunst in België van gotiek tot heden". In 1987 stelde ze tentoon in Gulbenkian Museum in Lissabon. In 1989 exposeerde ze eveneens in de gerenommeerde Schmuckszene ‘89 in München. Hiernaast nam ze onder andere deel aan de Triennale du Bijou in Parijs.
Ze stichtte haar galerie in Gent in 1992 en organiseerde er de tentoonstelling Le palais sur les vagues, waarin ze ontwerpers uit de hedendaagse sieradenscene toonde. In 1993 nam ze deel aan de tentoonstelling Een schitterend feest in het kader van "Antwerpen Culturele Hoofdstad van Europa".
Vanaf 1998 werkt ze samen met haar echtgenoot, kunstenaar Luc Dhanis, onder de naam Atelier Lachaert Dhanis. Ze openden samen ook een galerij in Tielrode, waar ze hun atelier hebben. Ze komen in contact met Nederlanders Renny Ramakers en Gijs Bakker en nemen deel aan de presentaties van hun designcollectief Droog, vanaf 2005 in Milaan tot vandaag. Ook Design Vlaanderen nodigt hen meerdere malen uit om deel te nemen aan verscheidene tentoonstellingen. Zo namen ze deel aan Je suis dada (2008) in Turijn in het kader van eerste wereldhoofdstad van design, die later doorreisde naar Milaan, Wenen, Praag, Madrid, Brussel en Sint-Niklaas. Het werk dat ze bij deze tentoonstelling exposeerden was een suikerpotje, vermomd als vogelkooi. Ze nemen ook regelmatig deel aan de biënnale Interieur in Kortrijk. In 2011 ontvingen ze de Henry Van de Velde Award voor loopbaan.
Atelier Lachaert Dhanis heeft zich ook toegelegd op de wereld van het textiel en ontwerpt de patronen van luxe tapijten.
Voor Verilin ontwierp zij een set bedlinnen dat bekroond werd met de Henry Van de Velde prijs in 2014.
Met Luc Dhanis heeft ze een B&B opgestart. Zij werken samen als curatoren, kunstenaars en scenografen. Zo was Sofie Lachaert ook curator van Kleureyck in het Design Museum Gent.

## Collecties
- Design Museum Gent[11][12]
- Centraal Museum Utrecht[13]

## Prijzen en vermeldingen
- 1981 Stad Antwerpen[14]
- 1982 Inno Bourla
- 1985 Prijs Club der XII
- 1986 Provinciale prijs voor Kunstambachten[15]
- 1990 Eervolle vermelding Beeldhouwkunst
- 2011 Cultuurprijs Stad Gent